# Francisco Olmos Hurtado
Francisco Olmos Hurtado (Antofagasta, 1 de julio de 1887 - Iquique, 1954) fue un comerciante y político liberal chileno. Hijo de Francisco Olmos Aguilera y Tránsito Hurtado Orrego.
Educado en el Liceo de Antofagasta. Se dedicó al comercio minorista con algunos almacenes en Iquique.
Miembro del Partido Liberal. 
Alcalde de la Municipalidad de Iquique (1932-1933). Durante su administración se vio enfrentado a la pobreza y cesantía tras la crisis mundial y del salitre. A raíz de ello, comenzó un programa de impulso a la industria pesquera.